# Oleby
Oleby är en mindre tätort i Torsby kommun. Orten har en hållplats längs Fryksdalsbanan mellan Kil och Torsby.

## Befolkningsutveckling
| Befolkningsutvecklingen i Oleby 1960–2020 | Befolkningsutvecklingen i Oleby 1960–2020 | Befolkningsutvecklingen i Oleby 1960–2020 | Befolkningsutvecklingen i Oleby 1960–2020 | Befolkningsutvecklingen i Oleby 1960–2020 |
| ----------------------------------------- | ----------------------------------------- | ----------------------------------------- | ----------------------------------------- | ----------------------------------------- |
|                                           |                                           |                                           |                                           |                                           |
| År                                        |                                           |                                           | Folkmängd                                 | Areal (ha)                                |
| 1960                                      | 1960                                      |                                           | 235                                       |                                           |
| 1965                                      | 1965                                      |                                           | 201                                       |                                           |
| 1970                                      | 1970                                      |                                           | 266                                       |                                           |
| 1975                                      | 1975                                      |                                           | 330                                       |                                           |
| 1980                                      | 1980                                      |                                           | 331                                       |                                           |
| 1990                                      | 1990                                      |                                           | 323                                       | 110                                       |
| 1995                                      | 1995                                      |                                           | 317                                       | 111                                       |
| 2000                                      | 2000                                      |                                           | 310                                       | 111                                       |
| 2005                                      | 2005                                      |                                           | 334                                       | 111                                       |
| 2010                                      | 2010                                      |                                           | 353                                       | 111                                       |
| 2015                                      | 2015                                      |                                           | 367                                       | 126                                       |
| 2020                                      | 2020                                      |                                           | 353                                       | 126                                       |
|                                           |                                           |                                           |                                           |                                           |